# Pedro de Guadalupe
Pedro de Guadalupe fue un escultor renacentista español, entallador y especialista en ensamblaje y talla de ornamentación. Este artista fue el gran introductor del Renacimiento en la confección y formación de retablos.

## Noticias Biográficas

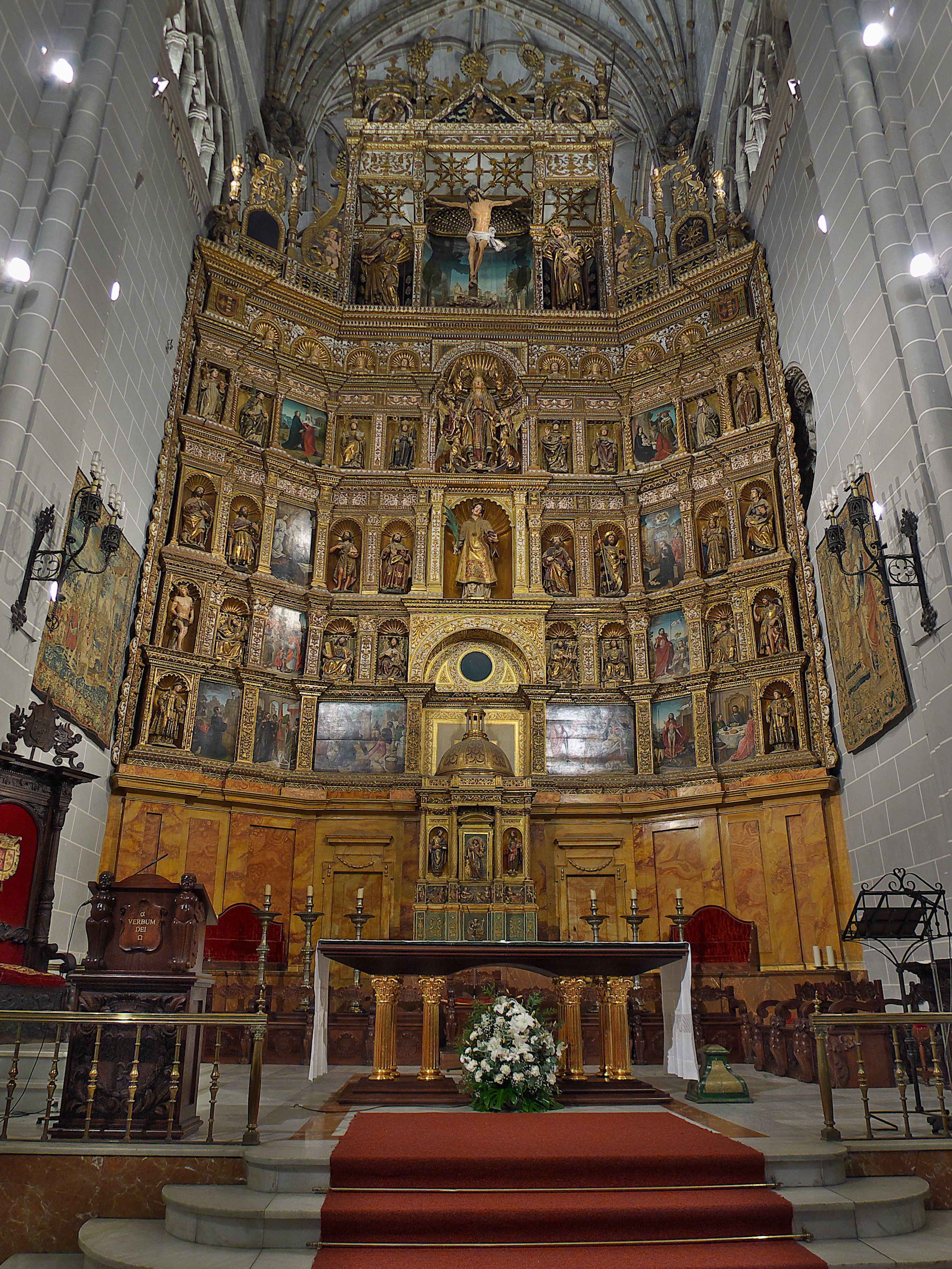
Retablo mayor de la Catedral de San Antolín de Palencia.

No son muchas las noticias que conocemos de Pedro de Guadalupe y las conocidas se refieren a aspectos no excesivamente importantes de su peripecia vital; desconocemos el lugar de nacimiento, donde se llevó a cabo su formación artística, o la mayor parte de las relaciones personales o artísticas que tuvo. Su conocimiento nos daría una base en que fundamentar las razones de su estilo y de su evolución.
“Pedro de Guadalupe dijo el año 1525 que tenía 55 años de edad”, por lo que de ser esto cierto habría nacido en 1470; el 27 de abril de 1530 dictó testamento, y en 1531 ya había fallecido.
Durante todo el período conocido de su vida tuvo siempre su residencia y hacienda en Valladolid. Su primera referencia la tenemos de 1495 cuando realizaba el ensamblado del retablo de la capilla del Colegio de Santa Cruz de Valladolid. A pesar de su juventud, 25 años, ya tendría que ser maestro conocido para poder contratar una obra tan importante como esta.
En 1501 fue llamado para actuar de perito, en relación con las obras de la iglesia de San Pablo de Valladolid, en el pleito que había iniciado Simón de Colonia contra los testamentarios de fray Alonso de Burgos. Colonia -al tiempo que nombraba a Andrés de Nájera-, rechazó su peritaje poniendo en tela de juicio la calificación de un tallista en madera para juzgar una obra en piedra. No parece, por tanto, que Pedro de Guadalupe formara parte del círculo del maestro burgalés.
Este mismo año de 1501 trabajaba en Palencia realizando unos armarios para la sacristía de la catedral.
En 1503 se le menciona tallando las armas de Inés de Osorio en paneles de madera de pino. En este año, también, le es rechazada su propuesta para realizar, bajo traza de Juan de Bruselas, la sillería del coro de la Catedral de Zamora.
El día 22 de enero de 1504 formalizaba el contrato con la catedral de Palencia para la realización del ensamblaje del retablo de la entonces capilla mayor (actual capilla del Sagrario), y donde se explicitaba había de seguir el modelo del del Colegio de Santa Cruz de Valladolid “que es al modo e manera de lo antiguo e romano”. El 19 de marzo fray Diego de Deza, obispo, donaba 300.000 maravedíes para llevarlo a cabo. El 22 de agosto de 1506, “Pedro de Guadalupe hizo comparecer al notario Alonso Paz y le pidió testimonio de cómo el retablo estaba todo completo, con todas las piezas... Después de enumerar la madera que le había sobrado, Guadalupe entregó al Notario la llave de la sala alta del Hospital, donde quedaba todo depositado (Contratos de obras de la yglesia. Fol. 101v).”.
En 1505, el Cabildo de la catedral de Palencia le llama para tasar dos esculturas, -una de San Juan Bautista y otra de la Magdalena-, de Alejo de Vahía. Su juicio no fue muy favorable para el imaginero.
Tenía en Valladolid un gran prestigio y disfrutaba de una buena posición económica; trabajaba para la Colegiata vallisoletana, para el cardenal Mendoza, para la Catedral de Palencia, para la Corte y para otros importantes patronos. Así, por ejemplo, en 1506 toma a renta unas casas, en la calle de la Lavandería, del cabildo de la Colegiata; o en 1508 se le pagan ciertas cantidades en relación con las andas que había hecho para el cuerpo del rey don Felipe. Otras noticias nos lo sitúan en relación con miembros de su profesión: “Escritura de arrendamiento … yo ynes garavito hija legítima de Juº. de monçon entallador … muger que soy de francisco de la mota entallador vº … por quanto … mi padre e madre tenían arrendadas … del cabildo …unas casas en la plaça vieja linderos … casas de Andrés de monçon entallador… e nos pedro de guadalupe entallador e… como fiadores … - 30. Enero de 1512”.
En 1519 trabajó en el traslado del coro en la catedral de Palencia al lugar que ocupa hoy, e hizo algunas sillas similares a las viejas para el lado oeste. Al mismo tiempo le pagaban por dos hojas de madera, con motivos ornamentales renacentistas, para dos puertas a situar en las paredes de cerramiento del coro.
Casado con María de Orduña, tuvo al menos dos hijas, María y Francisca, quedando viudo en 1519. De su hijo Juan la única noticia que tenemos es la ya citada del año 1531.
Hacia el final de su vida Pedro de Guadalupe padecía gota, por lo que en 1526 se retiró del oficio, si bien conservó en funcionamiento su taller dirigido por su oficial Luis de Oviedo. Con Guadalupe en activo este taller debió ser muy próspero y entre los artistas con los que trabajó estaba, por ejemplo, Alonso Berruguete.

## Obra
Trabajó en Valladolid y Palencia. Se le considera escultor de transición pues se ocupó tanto de la talla gótica como de la renaciente, con el mérito de ser el primer entallador en estilo renacentista, en el primer tercio del siglo XVI, cuando este arte empezaba a introducirse en España. Es el autor del retablo del Colegio de Santa Cruz de Valladolid. El cardenal Mendoza, mecenas de dicho colegio quiso que el retablo se construyera a lo romano.
También el obispo Diego de Deza contrató al ensamblador Pedro de Guadalupe para que hiciera las trazas del retablo mayor de la catedral de Palencia, entre 1504 y 1506.
Durante la restauración efectuada en el retablo de la iglesia de San Pelayo de Olivares de Duero (Valladolid), dirigida por Mariano Nieto, se descubrió en la parte posterior de los frisos la firma de Pedro de Guadalupe, que había sido el entallador y tracista de este retablo.
Fue también autor de las trazas y realización del retablo de la iglesia de Amusquillo (Valladolid).